# Caso oblicuo
En lingüística, el caso oblicuo u objetivo es un caso gramatical que se emplea normalmente en un sustantivo o pronombre que no es el sujeto de la oración. Un caso oblicuo puede aparecer en cualquier declinación excepto en el caso nominativo que es el sujeto de una oración o en el caso vocativo. También contrasta con el caso ergativo, que se emplea en lenguas ergativas para sustantivos que son actores directamente implicados; en lenguas ergativas, se utiliza el mismo caso para el objeto directo y para el sujeto paciente.

## Lenguas indoeuropeas
En las lenguas indoeuropeas, aparece a menudo como resultado de la simplificación del más complejo sistema de casos nominales que originalmente compartían estas lenguas.

### Caso objetivo en inglés
El caso oblicuo aparece en los pronombres de la lengua inglesa. Observe cómo el pronombre personal de primera persona me cubre una variedad de funciones gramaticales:
- Como caso acusativo para un complemento directo:
She bit me! (Ella me mordió.)
- Como caso dativo para un complemento indirecto:
Give me the rubber hose! (Dame la manguera de goma.)
- Como complemento instrumental de una preposición:
That stain wasn't made by me. (Esa mancha no fue hecha por mí.)
- y como una marca disyuntiva:
Me, I like French. (A mí me gusta el francés.)

Los pronombres oblicuos tienden a convertirse en partículas enclíticas; de hecho, el enclítico que hay en la oración inglesa Give 'em hell, Harry! procede de la expresión en inglés medio hem, incluso pudiendo parecer una versión reducida de them. Por otro lado, las lenguas romances tienden a tener incluso más variedad de enclíticos, como en la expresión verbal española «dámelo», que tiene dos pronombres enclíticos: «me» y «lo».

### Caso oblicuo en indo-iranio moderno
Algunas lenguas iranias e índicas modernas han desarrollado paralelamente una distinción tripartita entre el caso directo, vocativo y oblicuo, tanto en el nombre como en el pronombre. En Hindi-Urdú el caso directo es empleado para las mismas funciones que el nominativo (y en pronombres de primera y segunda persona también como objeto), el caso oblicuo se usa con posposiciones. En Pashtu el caso directo sirve tanto para el nominativo como el acusativo y el resto de relaciones generalmente se marcan con el caso oblicuo más preposición o posposición.

#### Hindi-Urdú
Los sustantivos, los pronombres, y las posposiciones de Hindi-Urdú se declinan por el caso nominativo y oblicuo. Las posposiciones de Hindi-Urdú sirven para marcar los otros casos gramaticales.
| caso       | caso       | 1.ª persona     | 1.ª persona            | 2.ª persona      | 2.ª persona              | 2.ª persona       |
| caso       | caso       | singular        | plural                 | íntimo           | familiar                 | formal            |
| caso       | caso       | singular        | plural                 | singular         | singular y plural        | singular y plural |
| ---------- | ---------- | --------------- | ---------------------- | ---------------- | ------------------------ | ----------------- |
| nominativo | nominativo | मैं / mɛ̃ [yo]     | हम / ham [nosotr@s]    | तू /tū [tú]       | तुम / tum [vosotr@s]      | आप / āp [usted]   |
| oblicuo    | ergativo   | मैं / mɛ̃ [yo]     | हम / ham [nosotr@s]    | तू /tū [tú]       | तुम / tum [vosotr@s]      | आप / āp [usted]   |
| oblicuo    | regular    | मुझ / mujh [mí]  | हम / ham [nosotr@s]    | तुझ / tujh [ti]   | तुम / tum [vosotr@s]      | आप / āp [usted]   |
| oblicuo    | genitivo2  | मेरे / mere [mío] | हमारे / hamāre [nuestro] | तेरे / tere [tuyo] | तुम्हारे / tumhāre [vuestro] | —                 |

| caso       | caso       | demostrativo1    | demostrativo1      | demostrativo1   | demostrativo1     | relativo                         | relativo                          | interrogativo                       | interrogativo                       |
| caso       | caso       | proximal         | proximal           | distal          | distal            | relativo                         | relativo                          | interrogativo                       | interrogativo                       |
| caso       | caso       | singular         | plural             | singular        | plural            | singular                         | plural                            | singular                            | plural                              |
| ---------- | ---------- | ---------------- | ------------------ | --------------- | ----------------- | -------------------------------- | --------------------------------- | ----------------------------------- | ----------------------------------- |
| nominativo | nominativo | यह / yah [est@]  | ये / ye [est@s]     | वह / vah [es@]  | वे /ve [es@s]      | जो / jo [lo(s) / quien(es) / que] | जो / jo [lo(s) / quien(es) / que]  | कौन, क्या / kaun, kyā [quién(es), qué] | कौन, क्या / kaun, kyā [quién(es), qué] |
| nominativo | nominativo | ये / ye [est@(s)] | ये / ye [est@(s)]   | वो / vo [es@(s)] | वो / vo [es@(s)]   | जो / jo [lo(s) / quien(es) / que] | जो / jo [lo(s) / quien(es) / que]  | कौन, क्या / kaun, kyā [quién(es), qué] | कौन, क्या / kaun, kyā [quién(es), qué] |
| oblicuo    | ergativo   | इस / is [est@]   | इन्हों / inhõ [est@s] | उस / us [es@]   | उन्हों / unhõ [es@s] | जिस / jis [lo / quien / que]      | जिन्हों / jinhõ [los / quienes / que] | किस / kis [quién]                    | किन्हों / kinhõ [quiénes]               |
| oblicuo    | regular    | इस / is [est@]   | इन / in [est@s]    | उस / us [es@]   | उन / un [es@s]    | जिस / jis [lo / quien / que]      | जिन / jin [los / quienes / que]    | किस / kis [quién]                    | किन / kin [quiénes]                  |

Hay seis paradigmas de declinaciones de los sustantivos en Hindi-Urdú que se mencionan a continuación:
| \| caso \| masculino \| masculino \| masculino \| masculino \| masculino \| masculino \| femenino \| femenino \| femenino \| femenino \| femenino \| femenino \| \| caso \| se termina en -ā \| se termina en -ā \| se termina en -i/ī \| se termina en -i/ī \| se termina en -ø \| se termina en -ø \| se termina en -i/ī \| se termina en -i/ī \| se termina en -ā \| se termina en -ā \| se termina en -ø \| se termina en -ø \| \| caso \| singular \| plural \| singular \| plural \| singular \| plural \| singular \| plural \| singular \| plural \| singular \| plural \| \| caso \| chico \| chicos \| hombre \| hombres \| árbol \| árboles \| chica \| chicas \| madre \| madres \| tren \| trenes \| \| ---------- \| ---------------- \| ---------------- \| ------------------ \| ------------------ \| ---------------- \| ---------------- \| ------------------ \| ------------------ \| ---------------- \| ---------------- \| ---------------- \| ---------------- \| \| nominativo \| लड़का laɽkā \| लड़के laɽke \| आदमी ādmī \| आदमी ādmī \| पेड़ peɽ \| पेड़ peɽ \| लड़की laɽkī \| लड़कियाँ laɽkiyā̃ \| माता mātā \| माताएँ mātāẽ \| ट्रेन ʈren \| ट्रेनें ʈrenẽ \| \| oblicuo \| लड़के laɽke \| लड़कों laɽkõ \| आदमी ādmī \| आदमियों ādmiyõ \| पेड़ peɽ \| पेड़ों peɽõ \| लड़की laɽkī \| लड़कियों laɽkiyõ \| माता mātā \| माताओं mātāõ \| ट्रेन ʈren \| ट्रेनों ʈrenõ \| |                  |                  |                    |                    |                  |                  |                    |                    |                  |                  |                  |                  |
| Nota: -ø significa cualquier sonido o consonante que no sea -ā (-आ), -i (इ), o -ī (ई). |                  |                  |                    |                    |                  |                  |                    |                    |                  |                  |                  |                  |
| caso | masculino        | masculino        | masculino          | masculino          | masculino        | masculino        | femenino           | femenino           | femenino         | femenino         | femenino         | femenino         |
| caso | se termina en -ā | se termina en -ā | se termina en -i/ī | se termina en -i/ī | se termina en -ø | se termina en -ø | se termina en -i/ī | se termina en -i/ī | se termina en -ā | se termina en -ā | se termina en -ø | se termina en -ø |
| caso | singular         | plural           | singular           | plural             | singular         | plural           | singular           | plural             | singular         | plural           | singular         | plural           |
| caso | chico            | chicos           | hombre             | hombres            | árbol            | árboles          | chica              | chicas             | madre            | madres           | tren             | trenes           |
| nominativo | लड़का laɽkā        | लड़के laɽke        | आदमी ādmī           | आदमी ādmī           | पेड़ peɽ           | पेड़ peɽ           | लड़की laɽkī          | लड़कियाँ laɽkiyā̃       | माता mātā          | माताएँ mātāẽ        | ट्रेन ʈren         | ट्रेनें ʈrenẽ        |
| oblicuo | लड़के laɽke        | लड़कों laɽkõ        | आदमी ādmī           | आदमियों ādmiyõ        | पेड़ peɽ           | पेड़ों peɽõ          | लड़की laɽkī          | लड़कियों laɽkiyõ       | माता mātā          | माताओं mātāõ        | ट्रेन ʈren         | ट्रेनों ʈrenõ        |

El caso oblicuo se usa exclusivamente con las ocho posposiciones que marcan los otros casos que se mencionan a continuación. Entre las 8 posposiciones que hay en Hindi-Urdú, las para los casos genitivo y semblativo se declinan por el género, número, y caso del objeto o del sujeto de la frase. Los pronombres se escriben con la posposición unida al pronombre.
| caso         | marcador del caso | ejemplo de sustantivo | equivalente en español | ejemplo de pronombre | equivalente en español |
| ------------ | ----------------- | --------------------- | ---------------------- | -------------------- | ---------------------- |
| nominativo   | —                 | लड़का ləɽkā             | chico                  | तू tū                 | tú                     |
| ergativo     | ने ne              | लड़के ने laɽke ne        | el chico               | तूने tūne              | tú                     |
| acusativo    | को ko              | लड़के को laɽke ko        | el chico               | तुझको tujhko           | te                     |
| dativo       | को ko              | लड़के को laɽke ko        | al chico               | तुझको tujhko           | a ti                   |
| instrumental | से se              | लड़के से laɽke se        | con el chico           | तुझसे tujhse           | contigo                |
| ablativo     | से se              | लड़के से laɽke se        | desde el chico         | तुझसे tujhse           | de ti                  |
| genitivo     | का kā              | लड़के का laɽke kā        | del chico              | तेरा terā              | tu                     |
| inesivo      | में mẽ              | लड़के में laɽke mẽ        | en/dentro del chico    | तुझमें tujhmẽ           | en ti                  |
| adesivo      | पे pe              | लड़के पे laɽke pe        | en/sobre el chico      | तुझपे tujhpe           | sobre ti               |
| limitativo   | तक tak            | लड़के तक laɽke tak      | hasta el chico         | तुझतक tujhtak         | hasta ti               |
| semblativo   | सा sā              | लड़के सा laɽke sā        | como el chico          | तुझसा tujhsā           | como tú                |

| caso       | masculino     | masculino     | femenino      | femenino      |
| caso       | singular      | plural        | singular      | plural        |
| ---------- | ------------- | ------------- | ------------- | ------------- |
| nominativo | sā / kā सा / का | se / ke से / के | sī / kī सी / की | sī / kī सी / की |
| oblicuo    | se / ke से / के | se / ke से / के | sī / kī सी / की | sī / kī सी / की |

### Caso oblicuo en eslavo
En las lenguas eslavas el caso oblicuo es de hecho un caso prepositivo.